# Гоникишвили, Михаил Георгиевич
Михаил Георгиевич Гоникишвили (груз. მიხეილ გიორგის ძე გონიკიშვილი, 28 декабря 1924, Зекота, Хашурский муниципалитет — 16 января 2020) — грузинский советский учёный-историк. Доктор исторических наук (1985), профессор (1999).

## Биография
Участник Великой Отечественной войны, освобождал Белоруссию.
В 1953 году окончил исторический факультет Московского педагогического института. С 1954 года работал в Республиканской партийной школе при ЦК Компартии Грузии, с 1959 года — в Институте истории и этнологии им. Джавахишвили АН Грузинской ССР.
Кандидат исторических наук (1964), доктор исторических наук (1985)
Лауреат Премии Якоба Гогебашвили (2006).

## Научные интересы
Основное направление исследований — деятельность грузинской царской семьи Багратиони.
Ряд работ посвящён истории народов Северного Кавказа. Автор многочисленных статей и 5 монографий.